# ابلیتاس
ابلیتاس (به اسپانیایی: Ablitas) یک شهرک دارای شهرداری در شمال اسپانیا است که در استان و بخش خودمختار نابارا واقع شده‌است.

## خصوصیات
ابلیتاس ۷۷٬۴۸ کیلومترمربع مساحت و ۲٬۶۲۹ نفر جمعیت دارد.